# Џон Хобен
Лонг Ајленд
Џон Хобен (енгл. John Hoben; Greenpoint, Њујорк мај 1884 — Лонг Ајленд, 5. јул 1915) је бивши амерички веслач, освајач сребрне медаље на Летњим олимпијским играма 1904. у Сент Луису.
Био је члан веслачког клуба Ravenswood . По занимању је био инжењер.
На играма 1904. Велс је учествовао само у такмичењима дубул скулова и заузео друго место са непознатим резултатом. Веслао је у пару са Џоном Малкехијем.